# Караджалеана
„Каруцата с клоуните“ (на румънски: Căruța cu paiațe), известна и като „Караджалеана“, е монументална скулптурна група в Букурещ, разположена пред Националния театър „Йон Лука Караджале“, състояща се от 16 фигури, дело на Йоан Болбореа, изобразяващи герои от популярни произведения на Йон Лука Караджале. Ансамбълът достига височина от седем метра и тежи общо над 25 тона. Всички фигури в ансамбъла са изработени от патиниран бронз, високи са по четири метра и тежат по около един тон всяка.
Отстрани, седнал на стол и пушещ нервно, е разположен самият писател Караджале, който наблюдава с удивление своите собствени герои.
Първоначално скулптурната група е била предназначена за парка „Colțea“ – между Палатата на Министерството на земеделието и болницата „Colțea“, но в крайна сметка там е разположен фонтанът „Прекършената цигулка“.
Тъй като на новоизбраното място скулптурната група е разположена точно върху подземния паркинг на хотел „Интерконтинентал“, монтажните работи са забавени, докато се изгради сигурна хидроизолационна защита, за да се избегне възможно просмукване на вода в паркинга.
Скулптурната група е официално открита на 19 декември 2010 г. в присъствието на кмета на Букурещ Сорин Опреску и кмета на Анкара Мелих Гьокчек.
Работа по нея трае около четири години, струва около един милион евро, платени от кметството на Букурещ и Министерството на културата на Румъния.